# راهب (السفيرة)
راهب قرية سوريّة تتبع إداريّاً لمحافظة حلب منطقة السفيرة ناحية خناصر، بلغ تعداد سكانها 1,227 نسمة حسب التعداد السكاني لعام 2004.